# Korn
Korn (транскр.  Корн, стилизовано као KoЯn, изведено из corn за кукуруз) амерички је музички састав из Бејкерсфилда који успешно спаја стилове попут хеви метала и реп метала, којим су заправо створили нову врсту метала под називом ну метал (new-age metall). Популарност су стекли својим јаким осећајем за звукове посебно очитане у сингловима попут Blind, Freak on a Leash и Here to Stay.

## Биографија

### Почетак
Korn је настао 1992. у Бејкерсфилду, Калифорнија, САД. Састав су чинили вокалиста Џонатан Дејвис, гитаристи Џејмс Шафер и Брајан Хед Велч, басиста Реџиналд Арвизу и бубњар Дејвид Силверија. Дебитански албум, Korn, издали су 1994. захваљујући томе што су наступали као предгрупа тадашњим водећим рок групама попут Ozzy Osbourne, Megadeth и Marilyn Manson. Албум није био превише популаран, али готово је досегао златну накладу. Следећи албум, Life is Peachy, издали су 1996 са којим су снимили 3 спота. Следећег лета започели су турнеју под називом Lollapalooza, али су били присиљени да је откажу јер је Шафер оболио од менингитиса.

### Успеси
1998. издају свој најпродаванији албум, Follow the Leader. Албум је постао познат због скандала, јер је један ученик, носећи мајицу са њиховим логом, избачен из школе из разлога да је лого директору школе био превише вулгаран. Те исте године издају свој најпопуларнији сингл, Freak on A Leash за којег су 1999. освојили греми за најбољи спот. 1998 започињу и своју Family Values турнеју која траје до данас. Турнеју започели заједно са тада такође саставима у успону попут Limp Bizkit, Ice Cube и Rammstein.
Турнеја је постигла неверојатан успех. Свој следећи албум, Issues, издали су 1999. Након изласка новог албума наставили су своју турнеју коју су готово морали одгодити због тешке болести бубњара Дејвида Силверија. На време су пронашли замену, бубњара Мајк Бордина из састава Faith No More. Истог лета одржали су неколико заједничких концерата са бендовима и извођачима Metallica, Kid Rock, Powerman 5000 и System Of A Down. Силверија се касније вратио бенду усред говоркања о томе да се неће вратити ради реализовања властите каријере. Тада је ипак дошло да малог прекида, јер је Арвизу тада радио на свом властитом албуму, а Дејвис је снимао филм Queen of the Damned. 2001. се поновно окупљају ради нове турнеје.

### Новије време
2002. снимају свој пети албум, Untouchables. Учествовали су и на озфесту, чиме су албум претворили у још један хит албум. 2003. издају Take a Look in the Mirror. 2005. групу напушта гитариста и дотад креатвина глава групе Брајан „Хед“ Велч због своје новооткривене хришћанске вере. Korn даље наставља и исте године издају албум See You on the Other Side. 2007. издају лајф албум MTV Unplugged. Исте године издају свој најновији албум, Untitled.

## Чланови
Тренутни чланови
- Џонатан Дејвис — главни вокал, гајде (1993—данас)
- Џејмс Шафер — гитара (1993—данас), пратећи вокали (2005—данас)
- Реџиналд Арвизу — бас гитара (1993—данас)
- Брајан Велч — гитара, вокал (1993—2005; 2013—данас)
- Реј Лузије — бубњеви, перкусије (2009—данас)

Бивши чланови
- Дејвид Силверија — бубњеви, перкусије (1993—2006)

## Дискографија
- Korn (1994)
- Life Is Peachy (1996)
- Follow the Leader (1998)
- Issues (1999)
- Untouchables (2002)
- Take a Look in the Mirror (2003)
- See You on the Other Side (2005)
- Untitled (2007)
- Korn III: Remember Who You Are (2010)
- The Path of Totality (2011)
- The Paradigm Shift (2013)
- The Serenity of Suffering (2016)
- The Nothing (2019)
- Requiem (2022)